# Coxa (Gliederfüßer)

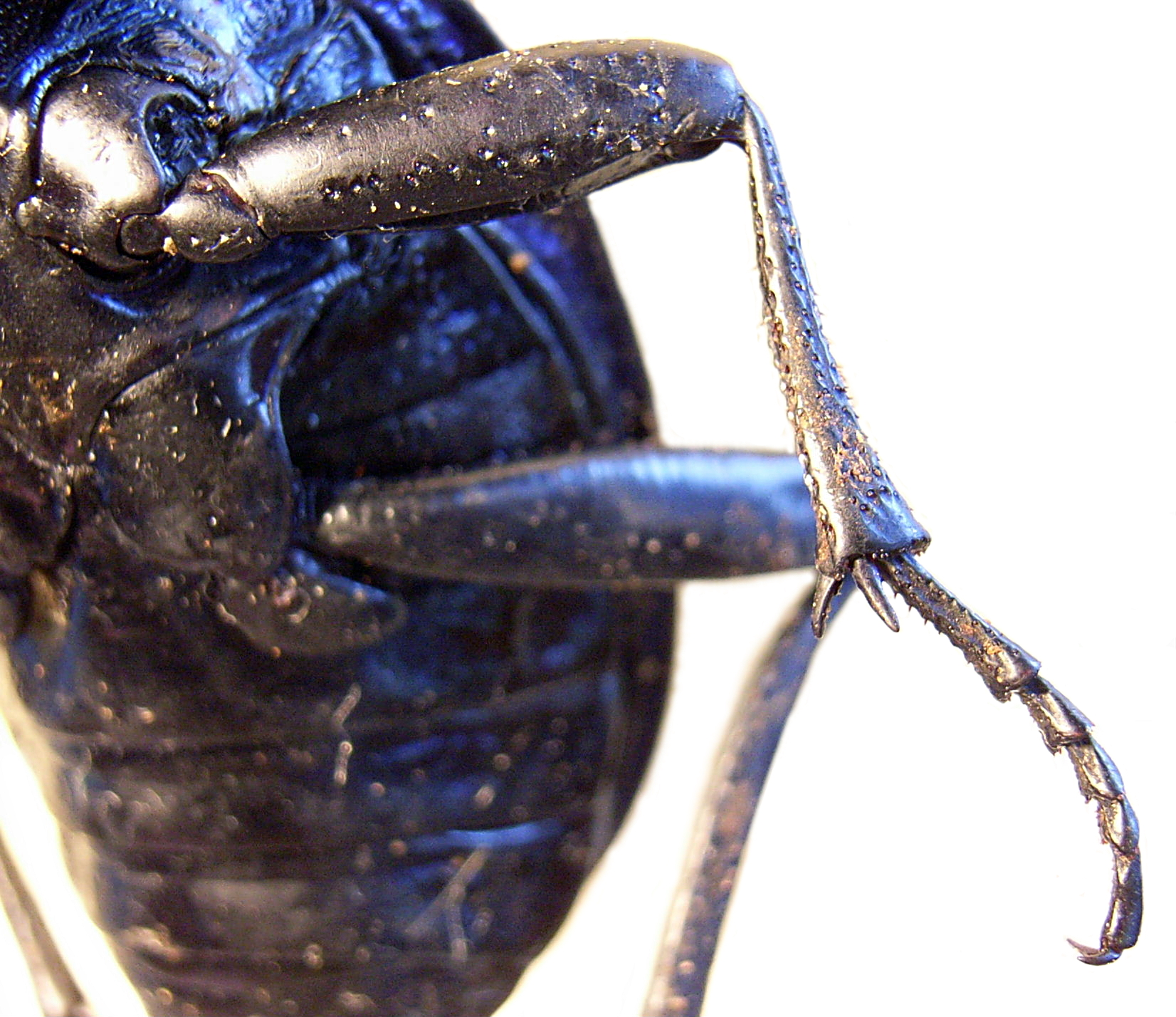
Oben links im Bild: Hüftglied (Coxa) eines Laufkäfers. Es setzt direkt an der Brustplatte an und bildet einen Teil des Gelenks zum Schenkelring (Trochanter) bzw. Schenkel (Femur)

Der Begriff Coxa stellt die wissenschaftliche Bezeichnung für die Hüfte dar und wird bei den Gliederfüßern für den obersten Teil des Beines verwendet. Hier stellt die Coxa den Bereich dar, der am nächsten am Körper der Tiere liegt.
Häufig ist die Coxa mit den Brustplatten (Sterniten) verwachsen. Bei den Flohkrebsen ist sie unbeweglich und bildet die Coxalplatte.
Bei vielen Spinnenarten ist die Coxa nicht nur beiderseits mit coxalen Borstenfeldern versehen, sondern trägt spezielle Coxalhaare. Diese bilden einen Winkel von 60° zur Coxa und sind bis zu einen Millimeter lang und glatt. Sie reichen bis zur gegenüberliegenden Coxa und dienen als Propriozeptor bei der Bewegung der Beine.
Bei den Milben sind die supracoxalen Dornen, das sind Fortsätze, die am äußeren (distalen) hinteren Rand der Coxen liegen, von systematischer Bedeutung. Beim ersten Coxenpaar liegen auch innen solche Dornen.
Bei einer Familie der Stummelfüßer, den Peripatidae, und bei den Wenigfüßern befinden sich auf der Bauchseite am Ansatz der Coxen die so genannten Coxalbläschen, auch Coxalsäcke oder Coxalorgane genannt.
Bei den Coxaldrüsen der Spinnentiere münden hingegen nur die Ausgänge dieser aus den Metanephridien entstandenen Drüsen an den Coxen.

## Siehe auch

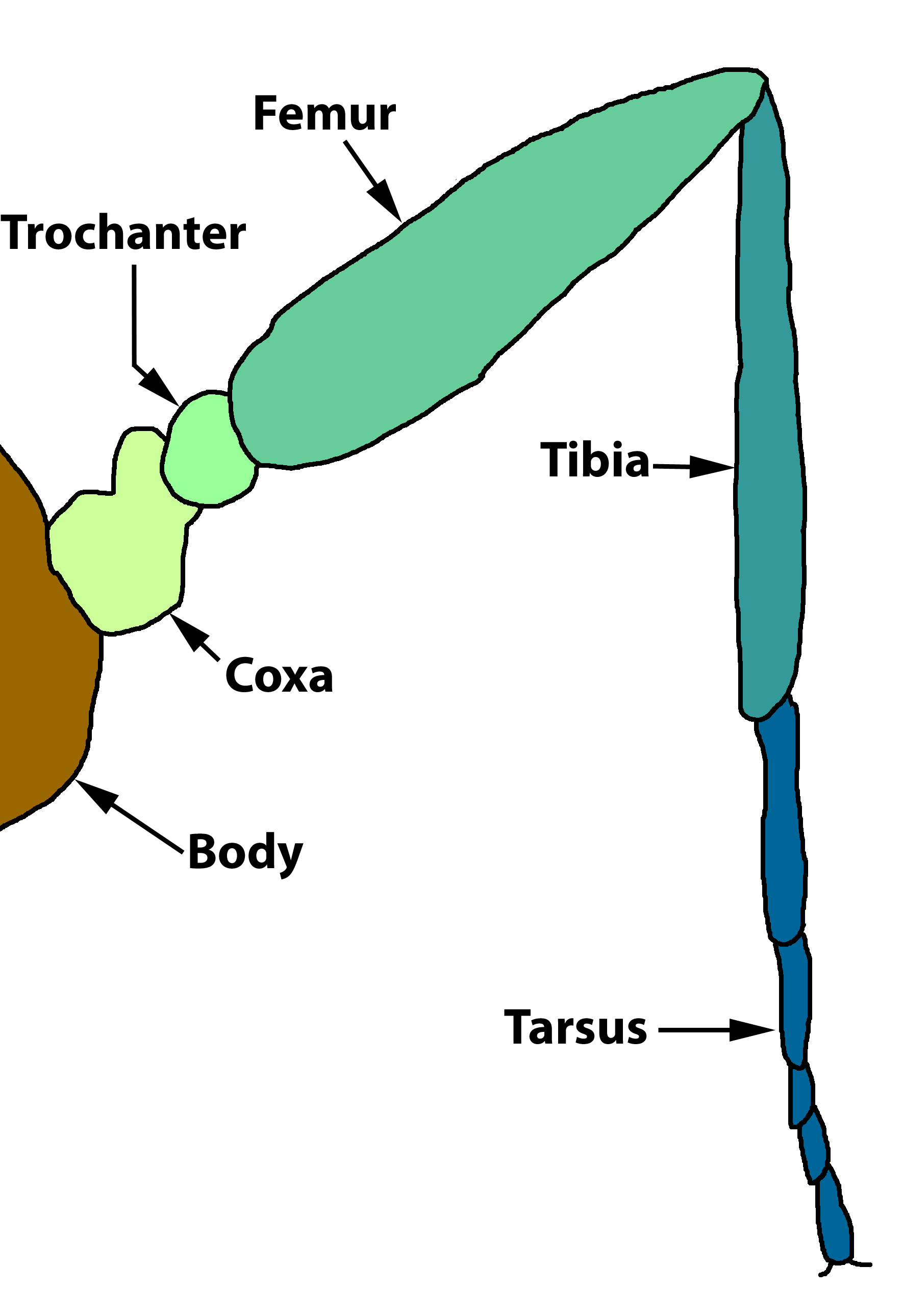
Insektenbein: Die Coxa ist das erste Glied des Beines